# Zospeum trebicianum
Zospeum trebicianum is een slakkensoort uit de familie van de Ellobiidae. De wetenschappelijke naam van de soort is voor het eerst geldig gepubliceerd in 1899 door Stossich.